# مدخل

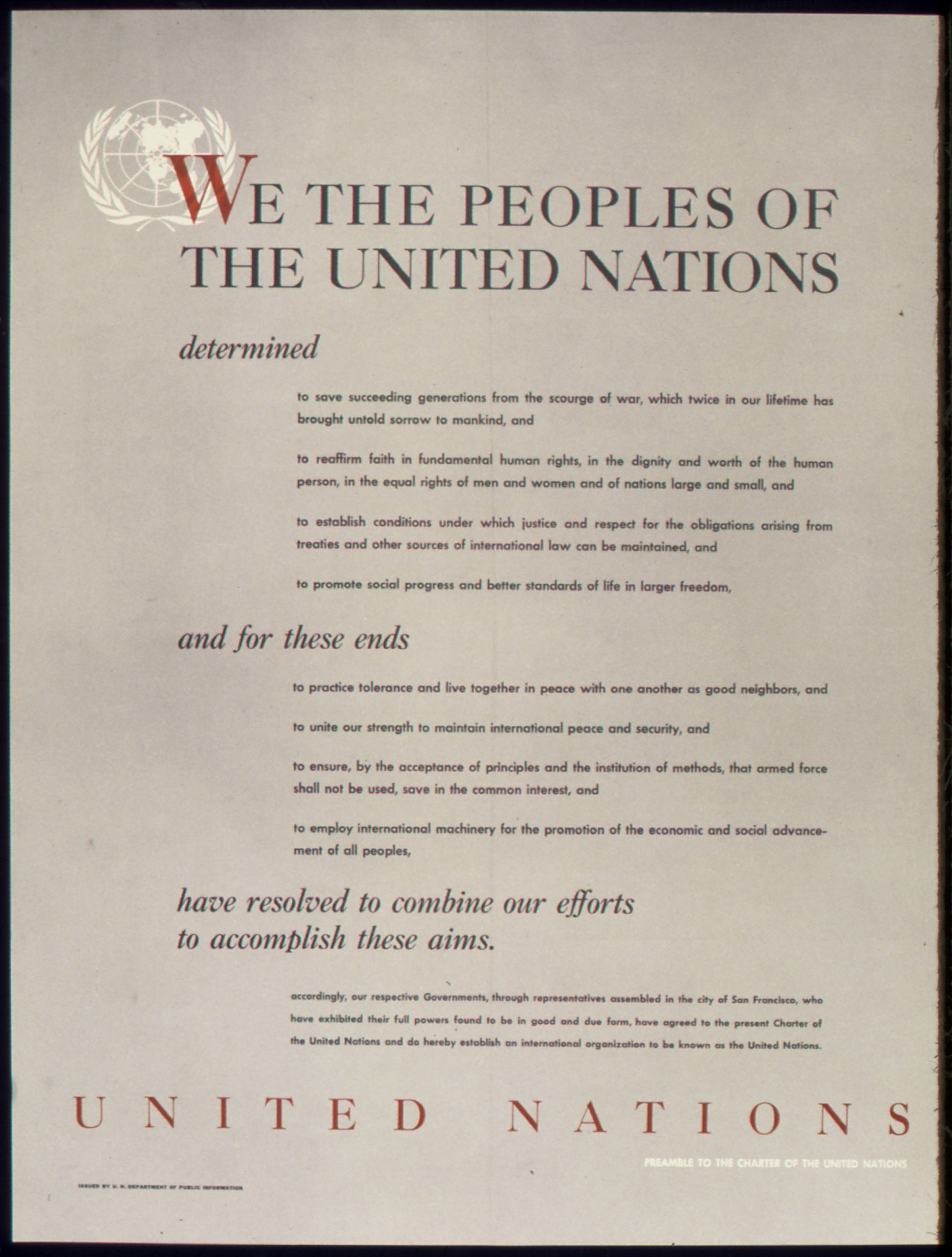
مدخل منشور سازمان ملل متحد

مدخل (به انگلیسی: Preamble) یک بیانیهٔ مقدماتی و بیانی در یک سند است که هدف سند و فلسفهٔ زیربنایی آن را توضیح می‌دهد. هنگامی که در پاراگراف‌های آغازین یک اساسنامه اعمال می‌شود، ممکن است حقایق تاریخی مربوط به موضوع اساسنامه را بازگو کند. مدخل از عنوان طولانی یا فرمول مصوب یک قانون، متمایز است.
در رویهٔ پارلمانی با استفاده از قوانین نظم رابرت، یک مدخل شامل بندهای «در حالیکه» قبل از بندهای حل و فصل در قطعنامه (دادخواست کتبی رسمی) قرار می‌گیرد. با این حال، قرار دادن مدخل در قطعنامه‌ها الزامی نیست. طبق قوانین نظم رابرت، گنجاندن چنین اطلاعاتی ممکن است در تصویب قطعنامه مفید نباشد.